# Marco Zanotti (1988)
Marco Zanotti (Desenzano del Garda, 10 september 1988) is een Italiaans wielrenner die anno 2014 uitkomt voor het Nederlandse Parkhotel Valkenburg.

## Belangrijkste overwinningen
2011
3e en 9e etappe Girobio
2012
2e en 7e etappe Ronde van Colombia
2014
3e etappe B Sibiu Cycling Tour
2015
De Kustpijl
5e etappe Ronde van het Taihu-meer
2017
8e etappe Ronde van Hainan

## Resultaten in voornaamste wedstrijden
| Jaar | Milaan-San Remo | Gent-Wevelgem | Ronde van Vlaanderen | Cyclassics Hamburg | Kuurne-Brussel-Kuurne |
| ---- | --------------- | ------------- | -------------------- | ------------------ | --------------------- |
| 1997 |                 | 51e           |                      |                    |                       |
| 2000 | 47e             |               |                      | 7e                 |                       |
| 2001 | 46e             |               |                      | 83e                |                       |
| 2002 |                 |               |                      | 40e                |                       |
| 2003 |                 | 15e           | 80e                  | 11e                |                       |
| 2004 | 111e            |               |                      |                    |                       |
| 2005 |                 | 59e           |                      | 25e                |                       |
| 2006 |                 |               |                      |                    | 10e                   |

Bakker · van Breda · Buskermolen · de Jonge · Kleiman · Looij · van Luijk · Markus · Ockeloen · Pluto · van Rhee · Santoro · Schulting · Slik · van der Veekens · Zanotti